# UFC Fight Night: Stephens vs. Choi
UFC Fight Night: Stephens vs. Choi fue un evento de artes marciales mixtas organizado por Ultimate Fighting Championship que se llevó a cabo el 14 de enero de 2018 en el Scottrade Center en San Luis, Misuri.

## Historia
El evento estelar fue un combate de peso pluma entre Jeremy Stephens y Choi Doo-ho.
Una pelea de peso wélter entre Kamaru Usman y Emil Weber Meek fue programada originalmente para UFC 219. Sin embargo, debido a un supuesto problema de visa para Meek que afectó su cronograma de viaje, el combate se retrasó y luego se reprogramó para UFC 220. Sin embargo, al día siguiente, se cambió a este evento.
En los pesajes, Mads Burnell pesaba 150 libras, 4 libras más que el límite superior de una pelea sin título de peso pluma de las 146 libras. Como tal, la pelea procedió en un peso acordado y Burnell perdió el 20% de su bolso a favor de su rival, Mike Santiago. Mientras tanto, Uriah Hall, se desmayó en el camino al pesaje y su combate contra el excampeón de peso semipesado de UFC Vitor Belfort fue cancelada.